# Cao Jie
Cao Jie , född 197, död 260, var en kinesisk kejsarinna, gift med Han Xiandi. Hon var Handynastins sista kejsarinna, och det enade Kinas sista kejsarinna i över tre sekel: fram till Dugu Qieluo år 581.

## Biografi
Cao Jie var dotter till Cao Cao, Kinas verkliga regent, som gav henne och hennes systrar till kejsaren och fick denne att utnämna henne till kejsarinna som ersättning för den förra, som hade avrättats av hennes far.
År 220 avsattes kejsaren av hennes bror Cao Pi, som utropade sig till kejsare och gav henne och hennes make titel hertiginna och hertig. Hon vägrade upprepade gånger att lämna ifrån sig kejsarsigillet, men tvingades till slut att göra det. Hon begrovs dock med titeln kejsarinna.